# 카미무라 사치코

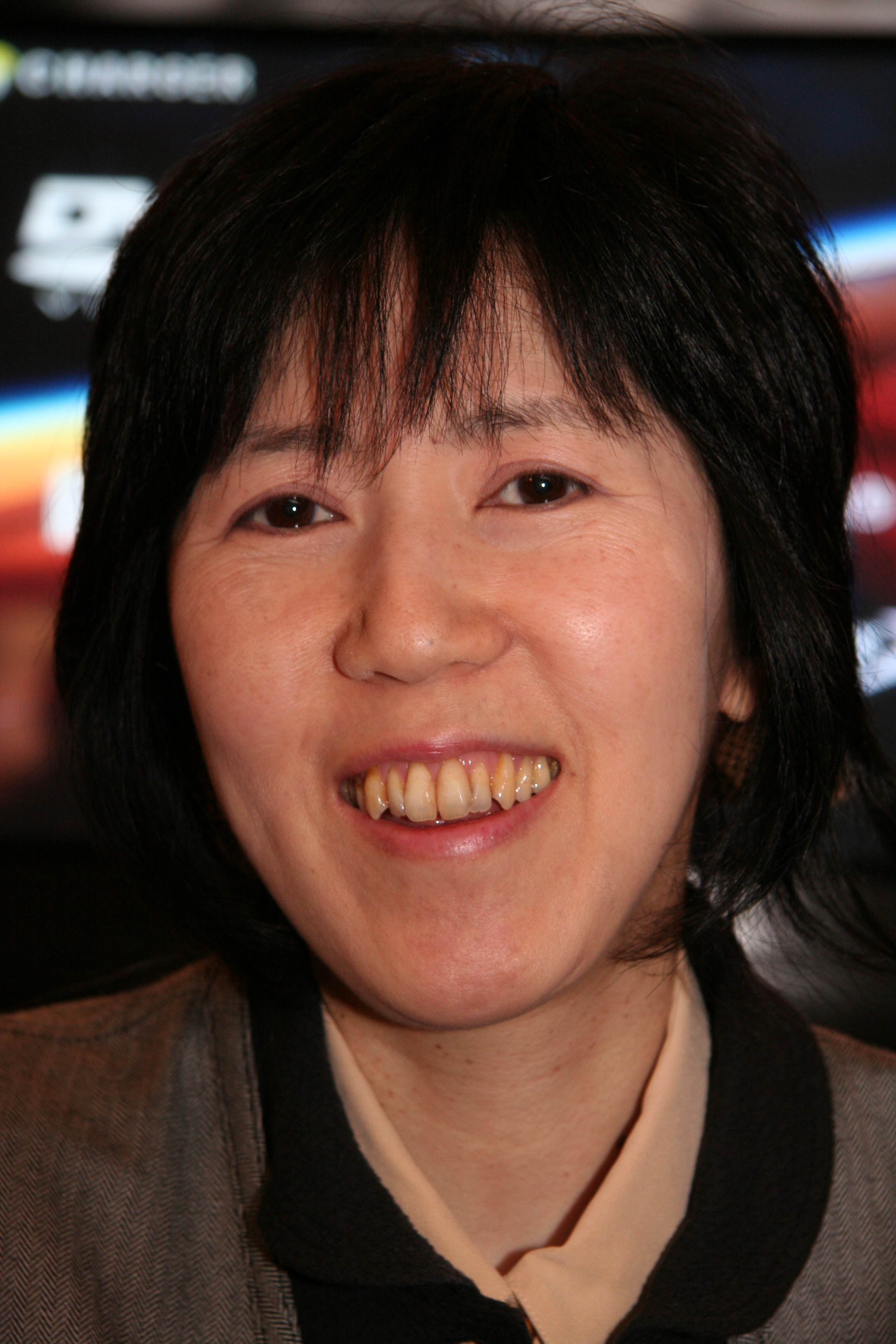

카미무라 사치코(神村幸子)는 일본의 애니메이터이다. 일본 최고의 애니메이터 중 한 명이며 선라이즈에서 작업한 것으로 유명하다. 그곳에서 시티헌터 시리즈와 다른 여러 시리즈의 감독 애니메이터이자 캐릭터 디자이너였으며 카와모토 토시히로를 포함한 미래의 여러 선라이즈 캐릭터 디자이너 및 애니메이터를 멘토링했다.
선라이즈에서 일하기 전에 카미무라는 이전에 도에이 애니메이션과 월트 디즈니 애니메이션 재팬에서 근무했다. 테즈카 프로덕션에서 블랙 잭(만화)을 TV 시리즈로 제작할 때 총괄 애니메이터 및 캐릭터 디자이너로 일했다.
카미무라는 애니메이션 영화와 OVA 시리즈 아르슬란 전기의 캐릭터와 삽화를 디자인하고 이를 브레인 로드 비디오 게임용으로 디자인했을 뿐만 아니라 많은 일본 소설의 일러스트레이션을 제작했다.
2021년에 카미무라는 카이시 전문대학교 애니메이션 및 만화학과의 학장으로 임명되었다.